# Desa Purwajaya (administrativ by i Indonesien, lat -6,21, long 107,47)
Desa Purwajaya är en administrativ by i Indonesien.   Den ligger i provinsen Jawa Barat, i den västra delen av landet, 70 km öster om huvudstaden Jakarta.